# Simocybe austrorubi
Simocybe austrorubi är en svampart som beskrevs av E. Horak 1980. Simocybe austrorubi ingår i släktet Simocybe och familjen Inocybaceae.   Inga underarter finns listade i Catalogue of Life.